# Tamika Catchings
Tamika Devonne Catchings (Stratford, 21 juli 1979) is een voormalig Amerikaans basketbalspeelster. Zij won met het Amerikaans vrouwen-basketbalteam vier keer de gouden medaille tijdens de Olympische Zomerspelen en twee keer op het Wereldkampioenschap basketbal.
Catchings speelde voor het team van de University of Tennessee, voordat zij in 2002 haar WNBA-debuut maakte bij Indiana Fever. In 2012 werd ze kampioen met die club. In totaal speelde ze 15 seizoenen in de WNBA. Ook speelde ze enkele seizoenen in Europa en Azië.
Tijdens het wereldkampioenschap basketbal 2002 behaalde ze voor het eerst een titel met het nationale team. Twee jaar later tijdens de Olympische Zomerspelen 2004 in Athene won ze voor het eerst olympisch goud door Australië te verslaan in de finale. In totaal speelde ze 32 wedstrijden over vier Olympische Spelen (2004, 2008, 2012 en 2016) en wist alle wedstrijden te winnen.
Na haar carrière als speler werd zij vice-president van de club Indiana Fever.
1 Shavonte Zellous · 
2 Erlana Larkins · 
8 Tammy Sutton-Brown · 
11 Karima Christmas · 
13 Erin Phillips · 
20 Briann January · 
23 Katie Douglas · 
24 Tamika Catchings · 
32 Jeanette Pohlen · 
45 Sasha Goodlett · 
50 Jessica Davenport · 
Coach Lin Dunn